# Pseudoeoscyllina longicorna
Pseudoeoscyllina longicorna is een rechtvleugelig insect uit de familie veldsprinkhanen (Acrididae). De wetenschappelijke naam van deze soort is voor het eerst geldig gepubliceerd in 1992 door Liang & Jia.